# Andrena denticulata
Andrena denticulata – gatunek pszczół samotnic z rodziny pszczolinkowatych.  

## Wygląd
Samica ubarwiona przeważająco biało i czarno, z wyraźnymi przepaskami na odwłoku. Samiec ubarwiony podobnie, ale jaśniej niż samica i z węższymi, rzadszymi przepaskami na odwłoku. Długość ciała 9-11,5 mm u samicy, 7,5-10 mm u samca.

## Systematyka
A. denticulata należy do podrodzaju Cnemidandrena, do którego w Europie Środkowej należą również A .freygessneri, A. fuscipes,  A. nigriceps i A. simillima (ale nie bardzo podobna z wyglądu A. flavipes). Gatunki z podrodzaju Cnemidandrena latają stosunkowo późno w sezonie.
Na dalekim wschodzie (Japonia, Korea, Chiny i Rosja) został opisany bardzo podobny do A. denticulata gatunek – A. seneciorum, który bywa traktowany również jako podgatunek (A. denticulata seneciorum).

## Tryb życia
Pyłek jest zbierany z  roślin z rodziny astrowatych, preferowane są te o żółtych kwiatach. Podobnie jak inne pszczolinki, A. denticulata gniazduje w wykopanych przez siebie w ziemi norkach. Gniazda zakłada pojedynczo na skrajach lasów i polanach, nie tworzy kolonii. Gatunek letni z jednym pokoleniem w roku, w Polsce lata między lipcem a początkiem września.
Pasożytem gniazdowym jest Nomada rufipes i prawdopodobnie Nomada roberjeotiana.

## Status zagrożenia
Niesklasyfikowana pod względem stopnia zagrożenia w Europejskiej Czerwonej Liście Pszczół z 2014 r. (kategoria DD – Data Deficient). W Niderlandach na początku XXI wieku notowała wzrost populacji, w Wielkiej Brytanii prawdopodobnie ma trend spadkowy z powodu utraty siedlisk. Na niemieckiej czerwonej liście z 2011 r. ma kategorię V (Vorwarnliste), która grupuje gatunki obecnie niezagrożone wyginięciem, ale bliskie zagrożenia.